# ぐわんげ
『ぐわんげ』はケイブの製作した業務用縦スクロールシューティングゲーム。1999年稼働開始。販売元はアトラス。2010年11月10日にXbox Live Arcadeで配信。

## 解説
舞台は室町時代となっており、全編和風のイメージで描き出された、ケイブシューティングの中でも異色の作品である。自機が地上を徒歩で移動する、地形が存在するため行動が制限される場面が存在する、残機制ではなくライフ制を採用するなど、様々な面で他の作品とは一線を画す。
デザインの大部分は井上淳哉が担当している。
2010年11月10日にXbox Live Arcadeで配信されたXbox 360版は2016年9月にXbox One互換機能に対応。

## システム
プレイヤーは3人のキャラクターのうちから1人を選び、全6ステージにおいて様々な魔物や兵士と戦う。
一般的な弾幕系シューティングゲームと異なり、壁や穴などの地形が存在し、自キャラやショットが通過できない場合が存在する。

### 式神
ショットボタンを押しっぱなしにすることで、自キャラの前に式神が出現する。このゲームにおける攻防の要となるシステムである。
操作
式神はレバーを入力した方向に地形を無視して移動する事が出来る。式神操作中は、自キャラは式神の操作に連動して左右のみにゆっくり移動する事が可能で、縦方向の移動は出来ない。アイテムは自キャラだけでなく式神でも回収する事が出来る。
攻撃
式神を敵に重ねると、その位置に向かって爆弾を投げ、爆風で敵にダメージを与える。爆弾は地形に遮られない上、威力もショットより高いため、このゲームにおける主力武器といえる。式神が敵に重なっていない状態では、通常より少量のショットを発射する。
防御
式神を敵弾に重ねると、敵弾はピンク色に変化し、弾速を一定時間遅くする事が出来る。また、爆風で敵を倒すと、その時にピンク色だった敵弾が消え、銭に変化する。
以上のように非常に強力なシステムであるが、2つのキャラを同時にコントロールする高い操作能力を要求されるため、操作の習熟は非常に難しく、製作者をして「免許ゲー」と言わしめたほどだった。

### 八相弾
このゲームにおけるボンバー。地形を貫通する。
そのままでは正面に発射されるが、ボタンを押しながらレバーを倒すことで、発射角度を変えることが出来る。

### 体力ゲージ
ぐわんげでは一般的な残機制ではなく、ゲージによる体力制を採用している。特徴として、ダメージを受けたときの無敵時間が通常は一瞬しかなく、ゲージの1/3ごとに設けられた区切りを越えるダメージを受けた時点で自キャラがダウンし、長い無敵時間が発生するようになっている。これによって、体力制にありがちな「集中していて体力の管理を忘れ、いつのまにか体力がなくなっていた」という事態を回避している。体力ゲージは敵から出現するアイテムによって回復する。クリアを優先する場合はスコア稼ぎをしなくてもよい代わりに、アイテムの出現位置や条件を覚える必要がある。

### 銭とスコアシステム
得点稼ぎは主に銭の取得によって行われる。
銭の出現条件は以下のとおり。
- ドクロゲージ（後述）が半分以上のときに敵をショットで倒す
- 敵弾を消す
- ドクロゲージが半分以上、銭カウンタが1000以上のときに、敵にショットを当てる

銭を取得すると銭カウンタも増え、銭の得点は銭カウンタに比例する。銭カウンタはダメージを受けると減る以外に、ドクロゲージがなくなると0になる。ドクロゲージは時間で減少し、敵をショットで倒すか式神を敵に重ね続けると上昇する。また、ボス戦中は減少速度が下がる。

## キャラクター
シシン（式神：力王）
人を襲いその肉を喰らう仮面の狂人。身長192cm、30歳。ショットは前方集中型だがレバーを倒した方向に若干傾く。
賀茂源助（式神：麒麟丸）
修行中の自由気ままな薬剤師。身長155cm、15歳。ショットは広範囲型で地形を貫通するが威力は最も弱い。
柊小雨（式神：八飛車）
鬼打ちの家に生まれた巫女。身長142cm、17歳。ショットは前方集中型。移動速度が最も速い。

## 特別バージョン
2007年12月30日に開催されたケイブ主催のファンイベント「歳末!!大ケイブ祭り」にて、本作の特別バージョンが稼動された。製品版と仕様が大きく異なり、銭カウンタが1000以上でなくてもショット撃ち込みによる銭を取得できるようになっていたりと、特に銭に関するシステムに変化が見られる。この他、特に後半面の難易度が引き上げられている。なお、この特別バージョンは上述のイベントでのみの限定稼動であり、一般向けの販売は無い。